# Национальный ледовый центр Петтит
Национальный ледовый центр Петтит (англ. Pettit National Ice Center) — крытый комплекс  с искусственным льдом в городе Милуоки, штат Висконсин, США с двумя хоккейными катками международного размера и овалом для конькобежного спорта длиной 400 метров. Расположен на высоте 220 метра над уровнем моря.

## История
Национальный ледовый центр Петтит был построен на месте, где когда-то располагался «Олимпийский каток штата Висконсин» — первый каток с искусственным льдом, который работал с 1967 по 1991 год. Стоимость строительства составила 13 миллионов долларов.
Ледовый Центр Петтит открылся 31 декабря 1992 года и был назван в честь филантропов из Милуоки Джейн и Ллойда Петтит. Центром с момента его открытия управляла некоммерческая организация Pettit National Ice Center Inc.

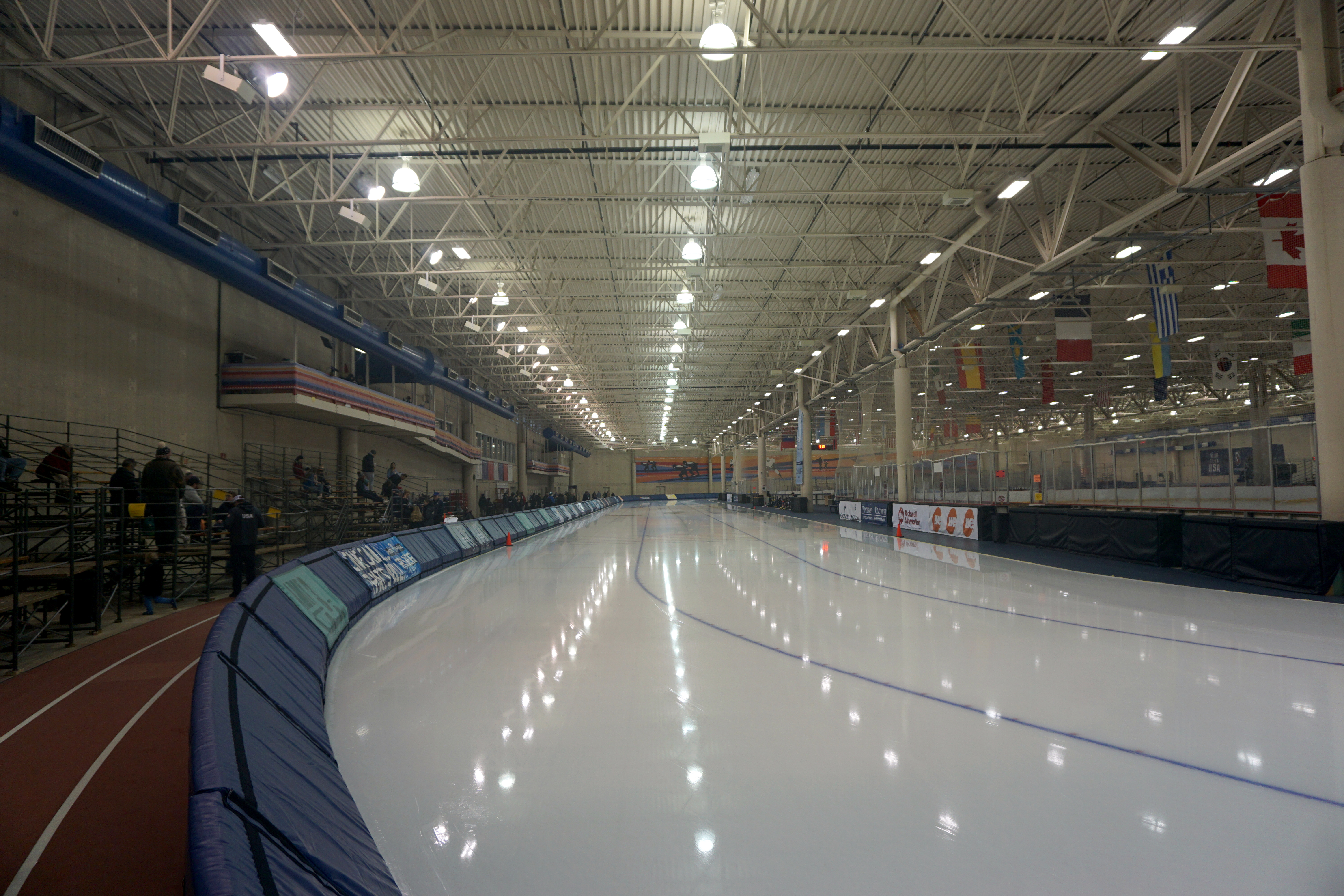
Конькобежный стадион

В 1995 году на катке проводился чемпионат мира в спринтерском многоборье.
В 2000 году проводился чемпионат мира в классическом многоборье.

## Рекорды катка

### Мужчины
| Мужчины   | Мужчины  | Мужчины        | Мужчины    | Мужчины |
| Дистанция | Время    | Конькобежец    | Дата       |         |
| --------- | -------- | -------------- | ---------- | ------- |
| 500 м     | 33,91    | Джордан Штольц | 31-01-2025 |         |
| 1000 м    | 1.06,16  | Джордан Штольц | 31-01-2025 |         |
| 1500 м    | 1.41,46  | Джордан Штольц | 1-02-2025  |         |
| 3000 м    | 3.40,78  | Итан Сепуран   | 21-10-2023 |         |
| 5000 м    | 6.04,74  | Сандер Эйтрем  | 31-01-2025 |         |
| 10 000 м  | 13.09,04 | Итан Сепуран   | 7-01-2023  |         |

### Женщины
| Женщины   | Женщины  | Женщины                 | Женщины    | Женщины |
| Дистанция | Время    | Конькобежец             | Дата       |         |
| --------- | -------- | ----------------------- | ---------- | ------- |
| 500 м     | 37,02    | Фемке Кок               | 2-02-2025  |         |
| 1000 м    | 1.13,56  | Михо Такаги             | 31-01-2025 |         |
| 1500 м    | 1.52,11  | Йой Бёне                | 1-02-2025  |         |
| 3000 м    | 3.54,73  | Франческа Лоллобриджида | 31-01-2025 |         |
| 5000 м    | 7.02,11  | Гунда Ниман-Штирнеман   | 6-02-2000  |         |
| 10 000 м  | 15.49,11 | Мелисса Дальманн        | 26-01-2013 |         |